# Tmodloader
『TmodLoader』（以下TML）は、TMLチームによって開発された独立型プログラムであり、『Terraria』の開発・管理・導入・実行がひとまとめにしてできるMODである。

## 概要
Re-Logicが開発した『テラリア』に拡張性をもたらす改造ツールであり、GitHub及びSteamにてDLCとして入手することが可能である。TML自体はRe-Logicに承認されているが、それを介してダウンロード可能なmodはいずれも正式に承認を得ていないため使用は自己責任。
もともとはtAPI /tConfigというツールが存在したが、ゲームバージョンが1.3へとアップデートされ、ほとんどのMODが使用できなくなった。TMLはこれの後継版である。
TMLには現在多くのMODが存在するが、導入するものによってはテラリアのゲームバランスを壊しかねないので注意が必要。テラリアと同様日本語には対応していないが有志によって日本語化するMODが存在する。
32bit版と64bit版の二つが存在するが、32bit版は導入できるMODの数に限りがある。現在、6,000個以上ものMODが有志によって製作されている。
現在は、月ごとに安定板をリリースおり、不定期にプレビュー版をリリースしている。ダウンロード数は800万を超える。

## 開発
開発はTMLチームによって行われているため、Re-Logicは一切関与していない。
2015年12月15日、プレリリース版であるv0.1.2を公開。
2019年6月30日、安定板であるv0.11を公開。
2020年5月17日、v0.11.7を公開し、Steamでもダウンロード可能となった。これによりダウンロードがより簡単となった。
2022年6月3日、TerrariaVer1.4に対応
2023年8月1日、TerrariaVer1.4.4に対応。